# Grand Prix de Wallonie 2022
Cet article concerne la course masculine. Pour la course féminine, voir Grisette Grand Prix de Wallonie 2022.
La 62e édition du Grand Prix de Wallonie a lieu le 14 septembre 2022. Elle fait partie du calendrier UCI ProSeries 2022 en catégorie 1.Pro. Elle est remportée par le Néerlandais Mathieu van der Poel (Alpecin Deceuninck).

## Présentation

### Parcours
Le départ de cette édition est donné à Blegny et l'arrivée a lieu au sommet de la citadelle de Namur.

### Équipes
Vingt équipes participent à ce Grand Prix de Wallonie : huit équipes UCI ProTeams, sept équipes continentales professionnelles et cinq équipes continentales.
| WorldTeams (8)- Cofidis - AG2R Citroën Team - EF Education-EasyPost - Intermarché-Wanty-Gobert Matériaux - Israel-Premier Tech - Lotto-Soudal - Movistar Team - BikeExchange-Jayco ProTeams (7)- Alpecin-Deceuninck - B&B Hotels-KTM - Bingoal Pauwels Sauces WB - Sport Vlaanderen-Baloise - Arkéa-Samsic - TotalEnergies - Uno-X Pro Cycling Team Équipes continentales (5)- Go Sport-Roubaix Lille Métropole - Hagens Berman Axeon - Minerva Cycling Team - Saris Rouvy Sauerland Team - Tarteletto-Isorex |
| |

## Favoris
Le grand favori est le Néerlandais Mathieu van der Poel (Alpecin Deceuninck). Les autres favoris sont les Belges Dylan Teuns (Israel Premier Tech) et Greg Van Avermaet (AG2R Citroën), l'Érythréen Biniam Girmay (Intermarché Wanty Gobert) et le Français Warren Barguil (Arléa Samsic).

## Déroulement de la course
Cinq hommes font partie de l'échappée du jour : les Belges Gianni Marchand (Tarteletto), Abram Stockman (SKS) et Johan Meens (Bingoal Pauwels Sauces), le Norvégien Martin Urianstad (Uno X Pro) et le Français Maximilien Juillard (Go Sport Roubaix). L'avance sur le peloton atteint trois minutes avant de descendre à quelques secondes puis de remonter à une minute. À une trentaine de kilomètres du terme, le jeune Français Ewen Costiou (Arkéa Samsic) sort seul du peloton et rejoint le groupe de tête encore constitué de Meens, Marchand et Urianstad. Et, à 17 km de l'arrivée, Costiou lâche ses compagnons d'échappée pour s'isoler en tête. Il est toutefois repris à 4 kilomètres du but par un peloton encore important qui aborde bientôt la dernière difficulté du jour, la Route Merveilleuse. À l'approche de l'arrivée, Dylan Teuns (Israel Premier Tech) et Gonzalo Serrano (Movistar) réussissent à prendre un peu d'avance mais ils sont repris et dépassés à la sortie du dernier virage par Mathieu van der Poel (Alpecin Deceuninck) qui s'impose avec une longueur d'avance sur Biniam Girmay (Intermarché Wanty Gobert).

## Classements

### Classement final
| \| Classement général \| Classement général \| Classement général \| Classement général \| Classement général \| \| Coureur \| Coureur \| Pays \| Équipe \| Temps \| \| ------------------ \| -------------------- \| ------------------ \| ---------------------------------- \| ------------------ \| \| 1er \| Mathieu van der Poel \| Pays-Bas \| Alpecin-Deceuninck \| 4 h 55 min 26 s \| \| 2e \| Biniam Girmay \| Érythrée \| Intermarché-Wanty-Gobert Matériaux \| + 0 s \| \| 3e \| Gonzalo Serrano \| Espagne \| Movistar Team \| + 0 s \| \| 4e \| Dylan Teuns \| Belgique \| Israel-Premier Tech \| + 1 s \| \| 5e \| Corbin Strong \| Nouvelle-Zélande \| Israel-Premier Tech \| + 1 s \| \| 6e \| Jasper Philipsen \| Belgique \| Alpecin-Deceuninck \| + 1 s \| \| 7e \| Marijn van den Berg \| Pays-Bas \| EF Education-EasyPost \| + 1 s \| \| 8e \| Axel Zingle \| France \| Cofidis \| + 1 s \| \| 9e \| Jasper De Buyst \| Belgique \| Lotto-Soudal \| + 1 s \| \| 10e \| Warren Barguil \| France \| Arkéa-Samsic \| + 1 s \| |                      |                  |                                    |                 |
| |                      |                  |                                    |                 |
| Source : ProCyclingStats |                      |                  |                                    |                 |
| Classement général |                      |                  |                                    |                 |
| Coureur | Coureur              | Pays             | Équipe                             | Temps           |
| 1er | Mathieu van der Poel | Pays-Bas         | Alpecin-Deceuninck                 | 4 h 55 min 26 s |
| 2e | Biniam Girmay        | Érythrée         | Intermarché-Wanty-Gobert Matériaux | + 0 s           |
| 3e | Gonzalo Serrano      | Espagne          | Movistar Team                      | + 0 s           |
| 4e | Dylan Teuns          | Belgique         | Israel-Premier Tech                | + 1 s           |
| 5e | Corbin Strong        | Nouvelle-Zélande | Israel-Premier Tech                | + 1 s           |
| 6e | Jasper Philipsen     | Belgique         | Alpecin-Deceuninck                 | + 1 s           |
| 7e | Marijn van den Berg  | Pays-Bas         | EF Education-EasyPost              | + 1 s           |
| 8e | Axel Zingle          | France           | Cofidis                            | + 1 s           |
| 9e | Jasper De Buyst      | Belgique         | Lotto-Soudal                       | + 1 s           |
| 10e | Warren Barguil       | France           | Arkéa-Samsic                       | + 1 s           |

## Liste des participants
- « Liste des équipes et des engagés 2022 », sur le site officiel, 26 août 2022